# Huntington (Indiana)
Huntington település az Amerikai Egyesült Államok Indiana államában, Huntington megyében, melynek megyeszékhelye is. Lakosainak száma 17 022 fő (2020. április 1.).

## Népesség
A település népességének változása:

| 2010 | 17 391 |
| 2020 | 17 022 |